# Nezihe Muhiddin
Nezihe Muhiddin Tepedelenligil, més coneguda amb el seu nom de naixement, Nezihe Muhiddin, (Istanbul, 1889 – 10 de febrer de 1958), va ser una sufragista, pionera del moviment feminista a Turquia.
Nezihe Muhiddin va néixer i créixer a Istanbul, en temps otomans. És filla del jutge Muhiddin Bey. Va ser educada a casa seva sense anar a l'escola. Va aprendre àrab, persa, alemany i francès. Als 18 anys publicà en un diari un article on defensava que les noies otomanes poguessin anar a estudiar a Europa. Als 20 anys va ser professora en una escola tècnica de noies, on aprengué piano, gimnàstica, idiomes i costura. Durant la seva carrera com educadora arribà a ser la directora de tres liceus de noies a Istanbul i Esmirna.
Des de jove, mentre escrivia obres de literatura, es dedicà a les activitats socials, especialment defensant els drets de la dona turca i musulmana dins l'Imperi Otomà. Va fundar la branca de dones de la Donanma Cemiyeti, Associació de l'Armada, per recollir diners per a comprar naus de guerra per l'Armada otomana.
Després de la República, va ser la fundadora de la Türk Kadınlar Birliği ("Associació turca de Dones" o "Associació de Dones turques"), el 1924, primerament com a partit polític (Partit Republicana de Dones, maig de 1923) per fomentar la participació de la dona en la política. En trobar-se amb dificultats legals i polítiques acabà essent una associació feminista. Va continuar amb els seus esforços per aconseguir la igualtat de la dona en la política i fou expulsada de l'associació el 1927. Fou alliberada de les acusacions legals per l'amnistia del 1929 i tornà a ser professora en una escola secundària de noies. El 1931 va publicar la seva obra més coneguda, Türk Kadını (La Dona turca).
El 1935, quan es reconegué el dret de sufragi i de participar en la política nacional,  es va presentar com a candidata a diputada d'Istanbul, a les eleccions generals, com a independent, però no va guanyar.
Es va casar dues vegades, primer amb Muhlis Ethem i després amb Memduh Tepedelenligil. Va morir en un hospital psiquiàtric a Istanbul, el 1958.
Segons l'escriptora turca Yaprak Zihnioğlu, Nezihe Muhiddin va ser l'última de les grans feministes otomanes, com Nigar Hanım, Fatma Aliye i Halide Edib. És coneguda com la dona que va portar l'esforç d'igualtat de la dona otomana a la República turca.

## Obres

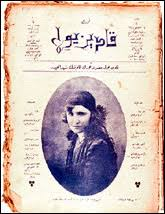
Nezihe Muhiddin a la portada d'una revista otomana a principis del segle 20 declarant "Feministiz biz" ("Som feministes" en turc).

- Şebab-ı Tebah (Joventut destruïda, 1911)
- Benliğim Benimdir (El meu esser és meu, 1929)
- Türk Kadını (Dona turca, 1931)
- Güzellik Kraliçesi (Reina de bellesa, 1933)
- İstanbul'da Bir Landru (Un Landru a Istanbul, 1934)
- Bozkurt (Llop gris, 1934)
- Ateş Böcekleri (Lluernes, 1936)
- Bir Aşk Böyle Bitti (Un amor terminaix així, 1939)
- Avare Kadın (La vagabunda, 1943)
- Bir Yaz Gecesiydi (Una nit d'estiu, 1943)
- Çıngıraklı Yılan (Serp de cascavell, 1943)
- Çıplak Model (La model desnuda, 1943)
- İzmir Çocuğu (El nen d'Esmirna, 1943)
- Kalbim Senindir (El meu cor és teu, 1943)
- Gene Geleceksin (Vendras altra vegada, 1944)
- Sabah Oluyor (Esta amanecint, 1944)
- Sus Kalbim Sus (El meu cor, cállate, 1944)